# East India Youth
William Doyle, beter bekend onder zijn artiestennaam East India Youth, is een Brits muzikant, afkomstig uit Bournemouth, Engeland. Zijn debuutalbum, "Total Strife Forever", werd uitgebracht door Stolen Recordings op 13 januari 2014. Het album werd genomineerd voor de Mercury Prize. 
Halverwege de jaren tachtig maakte Mealing arrangementen voor verschillende Britse hitalbums van bands als The Style Council en The Pet Shop Boys.
Tussen 1986 en 1993 componeerde hij de muziek voor de hit BBC Television quiz shows Every Second Counts en Bob's Full House. De muziek voor het The Secret Policeman's Biggest Ball uit 1991 is van zijn hand. Hij staat ook te boek als medecomponist van de thematune van de Britse tv-komedie-dramaserie Press Gang die liep van 1989 tot 1993.
Eerder was Doyle leadzanger van de indiegroep Doyle and the Fourfathers, die bestond van 2009 tot 2012.
In 2015 kondigde Doyle zijn tweede album "Culture of Volume" aan. Het album werd uitgebracht in april dat jaar.

## Discografie
- Culture of Volume, 2015
- 20,000 Leagues Under the Sea, 2014
- Total Strife Forever, 2014

- Gemeinsame Normdatei: 1070409022
- MusicBrainz: 73a9da54-c6d0-4d40-a693-36ab462a9c86
- Virtual International Authority File: 315940314
- WorldCat: E39PBJhRK4Fp7xQfdJdB6kKDbd